# Francisco Lojacono
Francisco Lojacono, nato Francisco Ramón Loiácono (Buenos Aires, 11 dicembre 1935 – Palombara Sabina, 19 settembre 2002), è stato un allenatore di calcio e calciatore argentino naturalizzato italiano.

## Biografia
Era figlio di italiani emigrati in Argentina: il padre Salvatore Giuseppe, calabrese, si trasferì quattordicenne a Buenos Aires assieme al resto della numerosa famiglia, trovò lavoro come verniciatore di automobili e a ventidue anni convolò a nozze con una diciottenne ugualmente figlia di italiani, Elvira Caputo.
Il 13 luglio 1957 si sposò nella capitale argentina con Rosa Maria, da cui in seguito si separò.
Una volta trasferitosi in Italia, divenne noto alle cronache mondane per la sua "dolce vita", la propensione al gioco d'azzardo e ai numerosi flirt che gli vennero attribuiti: il più noto dei quali è sicuramente quello con la cantante e attrice Claudia Mori, con cui si legò sentimentalmente nel 1963, prima che quest'ultima lo lasciasse per sposarsi con Adriano Celentano.

## Caratteristiche tecniche
Centrocampista offensivo, grazie alla sua peculiare struttura fisica - massa muscolare delle sue cosce molto sviluppata, piedi corti con dita piccole e dorso alto - riusciva a colpire il pallone “da sotto” e ad imprimere traiettorie notevoli per direzione e forza. Possedeva un vasto repertorio di finte e di tiri ad effetto ed era dotato di spiccata fantasia nel gioco d'attacco. Dal carattere sanguigno e spigoloso, nella sua carriere ricevette varie espulsioni e squalifiche che ne rallentarono la carriera: durante una sfida tra Roma e Inter diede un pugno a Bruno Bolchi, mentre nel periodo in cui militò nella Fiorentina prese a schiaffi il suo compagno Guido Gratton che lo aveva criticato per un passaggio sbagliato.

## Carriera
Robusto, solido e battagliero, esordì giovanissimo nel San Lorenzo de Almagro, per essere poi ceduto in prestito al Gimnasia per due anni, nella trattativa inerente allo scambio con il calciatore Raúl Gutiérrez. In tale squadra nel 1955 realizzò 18 reti in campionato, ex aequo con Humberto Maschio, dietro solo alle 21 reti di Oscar Massei. Ciò valse una richiesta di rientro anticipato da parte del San Lorenzo, rifiutata dal Gimnasia, nelle cui file nella stagione 1956 realizzò 12 reti.
Nel 1956 disputò i Campionati sudamericani con la nazionale argentina, che concluse la manifestazione al terzo posto. Nella rosa dell'Albiceleste figuravano giocatori che Lojacono avrebbe successivamente affrontato in Serie A: Sivori (che militò nella Juventus e nel Napoli), Cucchiaroni (Milan e Sampdoria), Grillo (Milan) e Pentrelli (Udinese e Fiorentina).
Nell'estate del 1956, a soli vent'anni, venne acquistato in compartecipazione dal Vicenza e dalla Fiorentina per quaranta milioni di lire. Le due società si accordarono per fargli disputare il primo campionato nella squadra veneta: arrivato in biancorosso a gennaio del 1957, Lojacono giocò 18 gare segnando 11 reti, riuscendo a salvare la squadra. A fine stagione fu quindi riscattato dalla Fiorentina.
A Firenze Lojacono rimase sino al 1960 (con una parentesi nel 1963-1964) disputando 109 gare e segnando 36 reti, vinse due Coppe dell'Amicizia italo-francese e perse due finali di Coppa Italia nel 1958 e nel 1959-1960. Nel 1960 la società viola lo cedette alla Roma,  con la quale scese in campo per 56 volte, marcando 22 gol e vincendo la Coppa delle Fiere 1961.
Fra il 1959 ed il 1961, inoltre, Lojacono scese in campo 8 volte con la maglia della nazionale di calcio italiana, segnando cinque reti.
Nel 1965 contribuì alla salvezza della Sampdoria con 25 presenze e due reti in campionato, per poi passare all'Alessandria in Serie B (48 presenze e 9 reti) e in Serie C (47 partite con 24 reti), concludendo poi la carriera nel Legnano, sempre in Serie C, nel ruolo di regista, segnando 3 reti in 12 incontri. Dopo il ritiro intraprese la carriera di allenatore nelle serie minori.
Nel 1972 allenò in IV serie il Castrovillari Calcio, portandolo alle qualificazioni della coppa Italia Semiprofessionistica e concludendo il campionato in 4ª posizione.
Alla guida del Benevento vinse il campionato 1973-1974, guadagnando la promozione in serie C; si ripeté nel 1976/77 alla guida della Cavese. Nel 1980/81, alla guida del Casoria (2º classificato), conquistò la promozione in serie C2; nel 1983/84 condusse la Nocerina (2ª classificata) alla promozione in serie C1.

## La morte
Francisco Lojacono è morto a Palombara Sabina il 19 settembre 2002, all'età di 67 anni, per complicazioni sovvenute a seguito di un'operazione ai polmoni. Tuttavia, un anno dopo il magistrato torinese Raffaele Guariniello ha indagato anche sulla sua morte, ritenendola "sospetta" in relazione al fatto che Lojacono avesse giocato nella Sampdoria nello stesso periodo in cui vi militarono altri quattro calciatori le cui morti furono dovute alla sclerosi laterale amiotrofica (comunemente nota come SLA). I calciatori erano Tito Cucchiaroni (morto di infarto mentre assisteva ad una partita allo stadio, ma presumibilmente affetto da SLA), Ernst Ocwirk, Guido Vincenzi e il portiere Enzo Matteucci.

## Statistiche

### Cronologia presenze e reti in nazionale
| Cronologia completa delle presenze e delle reti in nazionale ― Italia | Cronologia completa delle presenze e delle reti in nazionale ― Italia | Cronologia completa delle presenze e delle reti in nazionale ― Italia | Cronologia completa delle presenze e delle reti in nazionale ― Italia | Cronologia completa delle presenze e delle reti in nazionale ― Italia | Cronologia completa delle presenze e delle reti in nazionale ― Italia | Cronologia completa delle presenze e delle reti in nazionale ― Italia | Cronologia completa delle presenze e delle reti in nazionale ― Italia |
| Data                                                                  | Città                                                                 | In casa                                                               | Risultato                                                             | Ospiti                                                                | Competizione                                                          | Reti                                                                  | Note                                                                  |
| --------------------------------------------------------------------- | --------------------------------------------------------------------- | --------------------------------------------------------------------- | --------------------------------------------------------------------- | --------------------------------------------------------------------- | --------------------------------------------------------------------- | --------------------------------------------------------------------- | --------------------------------------------------------------------- |
| 28-2-1959                                                             | Roma                                                                  | Italia                                                                | 1 – 1                                                                 | Spagna                                                                | Amichevole                                                            | 1                                                                     |                                                                       |
| 1-11-1959                                                             | Praga                                                                 | Cecoslovacchia                                                        | 2 – 1                                                                 | Italia                                                                | Coppa Internazionale                                                  | 1                                                                     |                                                                       |
| 29-11-1959                                                            | Firenze                                                               | Italia                                                                | 1 – 1                                                                 | Ungheria                                                              | Coppa Internazionale                                                  | -                                                                     |                                                                       |
| 6-1-1960                                                              | Napoli                                                                | Italia                                                                | 3 – 0                                                                 | Svizzera                                                              | Coppa Internazionale                                                  | -                                                                     |                                                                       |
| 13-3-1960                                                             | Barcellona                                                            | Spagna                                                                | 3 – 1                                                                 | Italia                                                                | Amichevole                                                            | 1                                                                     | 46’                                                                   |
| 24-5-1961                                                             | Roma                                                                  | Italia                                                                | 2 – 3                                                                 | Inghilterra                                                           | Amichevole                                                            | -                                                                     |                                                                       |
| 15-6-1961                                                             | Firenze                                                               | Italia                                                                | 4 – 1                                                                 | Argentina                                                             | Amichevole                                                            | 1                                                                     | 62’                                                                   |
| 15-10-1961                                                            | Tel Aviv                                                              | Israele                                                               | 2 – 4                                                                 | Italia                                                                | Qual. Mondiali 1962                                                   | 1                                                                     |                                                                       |
| Totale                                                                |                                                                       | Presenze                                                              | 8                                                                     |                                                                       | Reti                                                                  | 5                                                                     |                                                                       |

## Palmarès

### Giocatore

#### Competizioni internazionali
- Coppa delle Fiere: 1

Roma: 1960-1961
- Coppa dell'Amicizia italo-francese: 2

Fiorentina: 1959, 1960
- Capocannoniere della Coppa delle Fiere: 1

1962-1963 (6 gol, ex aequo con Waldo Machado e Pedro Manfredini)

### Allenatore

#### Competizioni nazionali
- Serie D: 3

Latina: 1972-1973
Benevento: 1973-1974
Cavese: 1976-1977

#### Competizioni regionali
- Promozione: 2

Viterbese: 1987-1988
Casoria: 1990-1991